# Harald Østberg Amundsen
Harald Østberg Amundsen (18 settembre 1998) è un fondista norvegese, vincitore della Coppa del Mondo generale e di quella di distanza nel 2024.

## Biografia
Amundsen, attivo in gare FIS dal gennaio del 2015, ai Mondiali juniores di Park City 2017 ha vinto la medaglia d'oro nella staffetta e quella di bronzo nell'inseguimento; l'anno dopo, nella rassegna iridata giovanile di Kandersteg/Goms 2018, si aggiudicato altre due medaglie d'oro, nell'inseguimento e nella staffetta. Ha esordito in Coppa del Mondo l'8 dicembre 2018 a Beitostølen (30º) e ai Campionati mondiali a Oberstdorf 2021, dove ha conquistato la medaglia di bronzo nella 15 km; in Coppa del Mondo il 5 dicembre dello stesso anno ha ottenuto il primo podio, a Lillehammer in staffetta (3º), e il 27 gennaio 2023 la prima vittoria, nella 10 km a tecnica libera di Les Rousses. Ai Mondiali di Planica 2023 ha vinto la medaglia d'argento nella 15 km; nella successiva stagione 2023-2024 si è aggiudicato sia la Coppa del Mondo generale, sia quella di distanza. Ai Mondiali di Trondheim 2025 ha vinto la medaglia d'oro nella staffetta, quella di bronzo nella 10 km e nello skiathlon e si è classificato 5º nella 50 km; non ha preso parte a rassegne olimpiche.

## Palmarès

### Mondiali
- 4 medaglie:
  - 1 oro (staffetta a Trondheim 2025)
  - 1 argento (15 km a Planica 2023)
  - 3 bronzi (15 km a Oberstdorf 2021; skiathlon, 10 km a Trondheim 2025)

### Mondiali juniores
- 4 medaglie:
  - 3 ori (staffetta a Park City 2017; inseguimento, staffetta a Kandersteg/Goms 2018)
  - 1 bronzo (inseguimento a Park City 2017)

### Coppa del Mondo
- Vincitore della Coppa del Mondo nel 2024
- Vincitore della Coppa del Mondo di distanza nel 2024
- 23 podi (19 individuali, 4 a squadre):
  - 7 vittorie (individuali)
  - 5 secondi posti (individuali)
  - 11 terzi posti (7 individuali, 4 a squadre)

#### Coppa del Mondo - vittorie
| Data                            | Località                     | Nazione                | Specialità  |
| ------------------------------- | ---------------------------- | ---------------------- | ----------- |
| 27 gennaio 2023                 | Les Rousses                  | Francia                | 10 km TL    |
| 10 dicembre 2023                | Östersund                    | Svezia                 | 10 km TL    |
| 30 dicembre 2023 7 gennaio 2024 | Dobbiaco Davos Val di Fiemme | Italia Svizzera Italia | Tour de Ski |
| 1º dicembre 2024                | Kuusamo                      | Finlandia              | 20 km TL MS |
| 8 dicembre 2024                 | Lillehammer                  | Norvegia               | 20 km ST    |
| 2 febbraio 2025                 | Cogne                        | Italia                 | 10 km TL    |
| 16 marzo 2025                   | Oslo                         | Norvegia               | 10 km TL    |

Legenda:

TL = tecnica libera

MS = partenza in linea

ST = skiathlon

#### Coppa del Mondo - competizioni intermedie
- Vincitore del Tour de Ski nel 2024
- 5 podi di tappa:
  - 4 vittorie
  - 1 terzo posto

##### Coppa del Mondo - vittorie di tappa
| Data             | Località | Nazione  | Competizione | Specialità  |
| ---------------- | -------- | -------- | ------------ | ----------- |
| 1º gennaio 2024  | Dobbiaco | Italia   | Tour de Ski  | 20 km TL PU |
| 4 gennaio 2024   | Davos    | Svizzera | Tour de Ski  | 20 km TC PU |
| 31 dicembre 2024 | Dobbiaco | Italia   | Tour de Ski  | 20 km TL    |
| 1º gennaio 2025  | Dobbiaco | Italia   | Tour de Ski  | 15 km TC PU |

Legenda:

TC = tecnica classica

TL = tecnica libera

PU = inseguimento